# 20 Greatest Hits (àlbum de Simon & Garfunkel)
20 Greatest Hits és un àlbum recopilatori de Simon & Garfunkel publicat el 1991.

## Llista de cançons
1. «Wednesday Morning 3 A.M.»
2. «The Sound of Silence»
3. «Homeward Bound»
4. «Kathy's Song »
5. «I Am a Rock»
6. «For Emily, Whenever I May Find Her»
7. «Scarborough Fair/Canticle»
8. «59th Street Bridge Song (Feelin' Groovy)»
9. «7 O'Clock News/Silent Night»
10. «A Hazy Shade of Winter»
11. «El Condor Pasa (If I Could)»
12. «Mrs Robinson»
13. «America»
14. «At the Zoo»
15. «Old Friends»
16. Tema de Bookends
17. «Cecilia»
18. «The Boxer»
19. «Bridge over Troubled Water»
20. «Song for the Asking»

## Intèrprets
- Paul Simon – vocals, guitarra
- Art Garfunkel – vocals